# An Dương (quận)
An Dương là một quận nội thành cũ thuộc thành phố Hải Phòng, Việt Nam.

## Địa lý
Quận An Dương nằm ở phía tây của thành phố Hải Phòng, có vị trí địa lý:
- Phía đông giáp quận Hồng Bàng và quận Lê Chân
- Phía tây giáp huyện An Lão và huyện Kim Thành, tỉnh Hải Dương
- Phía nam giáp quận Kiến An
- Phía bắc giáp thị xã Kinh Môn, tỉnh Hải Dương.

## Lịch sử
Vào năm Quang Thuận thứ 10 (1469) huyện An Dương được thành lập từ huyện Cổ Phí tách ra. Thời đó huyện có 63 xã, với nền kinh tế phát triển mạnh mẽ về nhiều mặt.
Ngày 11 tháng 9 năm 1887, thực dân Pháp lập ra tỉnh Hải Phòng bao gồm 3 huyện Nghi Dương, An Lão và An Dương. Huyện An Dương bị thu hẹp lại với diện tích 11.245 ha. Ngày 7 tháng 4 năm 1966, huyện Hải An và huyện An Dương được sáp nhập thành huyện An Hải có diện tích 20,842 ha và dân số trên 230.000 người. Ngày 16 tháng 1 năm 1979, thành lập thị trấn Quán Toan trên cơ sở điều chỉnh một phần diện tích tự nhiên và nhân khẩu của xã Nam Sơn.
Ngày 14 tháng 2 năm 1987, thành lập thị trấn An Dương - thị trấn huyện lỵ huyện An Hải - trên cơ sở 94,67 ha diện tích tự nhiên và 5.068 nhân khẩu của xã Lê Lợi; 60,48 ha diện tích tự nhiên và 897 nhân khẩu của xã Đồng Tâm; 12,41 ha diện tích tự nhiên và 217 nhân khẩu của xã Đồng Thái và 24,96 ha đất với 412 nhân khẩu của xã Nam Sơn; hợp nhất 2 xã Đồng Tâm và Đồng Tiến thành xã An Đồng. Ngày 23 tháng 11 năm 1993, chuyển thị trấn Quán Toan và xã Hùng Vương về quận Hồng Bàng quản lý và đổi thành 2 phường có tên tương ứng.
Cuối năm 1999, huyện An Hải có 23 đơn vị hành chính trực thuộc gồm 22 xã: An Đồng, An Hòa, An Hồng, An Hưng, Bắc Sơn, Đại Bản, Đặng Cương, Đằng Hải, Đằng Lâm, Đông Hải, Đồng Thái, Dư Hàng Kênh, Hồng Phong, Hồng Thái, Lê Lợi, Lê Thiện, Nam Hải, Nam Sơn, Quốc Tuấn, Tân Tiến, Tràng Cát, Vĩnh Niệm và thị trấn An Dương.
Ngày 20 tháng 12 năm 2002, huyện An Dương được tái lập trên cơ sở đổi tên phần còn lại của huyện An Hải (sau khi tách 5 xã: Đằng Lâm, Đằng Hải, Đông Hải, Nam Hải, Tràng Cát để thành lập quận Hải An và chuyển nguyên trạng 2 xã Dư Hàng Kênh, Vĩnh Niệm về quận Lê Chân quản lý). Huyện An Dương từ đó có thị trấn An Dương và 15 xã: An Đồng, An Hòa, An Hồng, An Hưng, Bắc Sơn, Đại Bản, Đặng Cương, Đồng Thái, Hồng Phong, Hồng Thái, Lê Lợi, Lê Thiện, Nam Sơn, Quốc Tuấn, Tân Tiến.
Ngày 16 tháng 7 năm 2024, Bộ Xây dựng ban hành Quyết định số 669/QĐ-BXD về việc công nhận khu vực dự kiến thành lập quận, thành lập phường tại huyện An Dương đạt tiêu chuẩn trình độ phát triển cơ sở hạ tầng đô thị. Ngày 24 tháng 10 năm 2024, Ủy ban Thường vụ Quốc hội ban hành Nghị quyết số 1232/NQ-UBTVQH15 về việc sắp xếp đơn vị hành chính cấp huyện, cấp xã của thành phố Hải Phòng giai đoạn 2023–2025 (nghị quyết có hiệu lực từ ngày 1 tháng 1 năm 2025). Theo đó:
- Chuyển 3 xã: An Hồng, An Hưng, Đại Bản thuộc huyện An Dương về quận Hồng Bàng quản lý và đổi thành 3 phường có tên tương ứng.
- Thành lập quận An Dương trên cơ sở toàn bộ 78,96 km² diện tích tự nhiên và quy mô dân số 171.227 người của huyện An Dương sau khi điều chỉnh.
- Thành lập 6 phường: An Đồng, Lê Thiện, An Hòa, Đồng Thái, Hồng Phong, Hồng Thái trên cơ sở 6 xã có tên tương ứng.
- Thành lập phường Lê Lợi trên cơ sở thị trấn An Dương và xã Lê Lợi.
- Thành lập phường Nam Sơn trên cơ sở điều chỉnh một phần xã Bắc Sơn và xã Nam Sơn.
- Thành lập phường Tân Tiến trên cơ sở xã Bắc Sơn sau khi điều chỉnh và xã Tân Tiến.
- Thành lập phường An Hải trên cơ sở xã Đặng Cương và xã Quốc Tuấn.

Quận An Dương có 10 phường: An Đồng, An Hải, An Hòa, Đồng Thái, Hồng Phong, Hồng Thái, Lê Lợi, Lê Thiện, Nam Sơn, Tân Tiến.

## Hành chính
Quận An Dương có 10 đơn vị hành chính cấp xã trực thuộc, bao gồm 10 phường: An Đồng, An Hải, An Hòa, Đồng Thái, Hồng Phong, Hồng Thái, Lê Lợi, Lê Thiện, Nam Sơn, Tân Tiến.
| Tên         | Diện tích (km²) | Dân số (người)2022 | Mật độ dân số (người/km²)2022 |
| ----------- | --------------- | ------------------ | ----------------------------- |
| Phường (10) |                 |                    |                               |
| An Đồng     | 6,95            | 25.331             | 3.645                         |
| An Hải      | 12,16           | 18.161             | 1.494                         |
| An Hòa      | 9,36            | 15.232             | 1.627                         |
| Đồng Thái   | 5,61            | 15.187             | 2.707                         |
| Hồng Phong  | 9,59            | 15.318             | 1.597                         |

| Tên       | Diện tích (km²) | Dân số (người)2022 | Mật độ dân số (người/km²)2022 |
| --------- | --------------- | ------------------ | ----------------------------- |
| Hồng Thái | 7,09            | 15.253             | 2.151                         |
| Lê Lợi    | 7,61            | 18.156             | 2.386                         |
| Lê Thiện  | 7,09            | 15.377             | 2.169                         |
| Nam Sơn   | 7,39            | 17.374             | 2.351                         |
| Tân Tiến  | 6,12            | 15.838             | 2.588                         |

## Kinh tế
An Dương là một khu vực công nghiệp, nông nghiệp và dịch vụ quan trọng của Hải Phòng. An Dương có khu công nghiệp Nomura, cụm công nghiệp Bến Kiền, khu công nghiệp Hải Phòng – Sài Gòn, khu công nghiệp Đặng Cương, khu công nghiệp Tràng Duệ.
Hiện nay, quận An Dương đang triển khai xây dựng khu đô thị PG An Đồng nằm trên địa bàn phường An Đồng.
Quận có Cam Đồng Dụ rất nổi tiếng.

### Làng nghề
Là quận giáp ngay trung tâm thành phố các làng nghề và làng có nghề của An Dương chủ yếu tập trung ở phía đông và đông nam như hoa cây cảnh, làm mì gạo (mì bánh đa), vận tải:
- Làng nghề hoa, cây cảnh Đồng Dụ ở An Hải
- Làng nghề hoa, cây cảnh Kiều Trung ở Hồng Thái
- Làng nghề bánh đa (mì gạo) Nông Xá ở Tân Tiến
- Làng nghề mì bánh đa Kênh Giao ở Tân Tiến
- Đăng đó Tiên Sa ở Hồng Thái
- Làng nghề hoa, cây cảnh Minh Kha ở Đồng Thái
- Dịch vụ và đa nghề ở An Đồng
- Có nghề thu gom phế liệu Xích Thổ ở Hồng Thái
- Làng nghề hoa, cây cảnh Tri Yếu ở An Hải
- Vận tải đường bộ khu vực từ Tân Tiến đến An Đồng.

## Dân số
Quận An Dương có diện tích 98,32 km², dân số năm 2019 là 195.717 người, mật độ dân số đạt 1.991 người/km².
Quận An Dương có diện tích 104,26 km², dân số quy đổi tính đến ngày 31/12/2022 là 227.505 người, mật độ dân số đạt 2.182 người/km².
Quận An Dương có diện tích 78,96 km², dân số quy đổi tính đến ngày 31/12/2023 là 171.227 người, mật độ dân số đạt 2.168 người/km².

## Giao thông
Đường bộ: Quốc lộ 5 (quốc lộ 5A đoạn qua quận có trạm thu phí một dừng số 2) và quốc lộ 10, quốc lộ 17B (đường 208), đặc biệt là tuyến đường Nguyễn Trường Tộ là các tuyến giao thông quan trọng nhất của quận. Ngoài ra, còn có tỉnh lộ  351.
Đường sắt: có tuyến đường sắt Hà Nội - Hải Phòng với hai nhà ga là Dụ Nghĩa và Vật Cách.
Đường sông: với nhiều con sông lớn có giá trị về giao thông như: sông Kinh Môn, sông Cấm, sông Hàn Nhuận, sông Lạch Tray.

### Đường phố
- Cống Mỹ
- Đống Hương
- Hà Nội
- Hùng Vương
- Nguyễn Trường Tộ
- Phan Đăng Lưu
- Trương Văn Lực

## Danh nhân
- Đồng Đức Bốn: Nhà thơ.
- Cụ Đào Ngọc: Nguyên Bí thư Huyện ủy An Hải.
- Nguyễn Văn Tuân: Chuyên gia xây dựng, lắp đặt, vận hành HTXL nước thải
- Mai Thị Giang: Quán quân Vietnam's Next Top Model 2012.
- Mai Trung Thứ: Họa sĩ.